# Agrafòbia
L'agrafòbia és un trastorn mental causat per la por irracional a ser víctima d'un abús sexual, una violació o un atac violent per part d'una persona. Aquesta, com la majoria de fòbies comença a ser perjudicial quan et limita fer tot allò que vols fer.
Per exemple, una dona que pateix aquesta fòbia, probablement tindria por de quedar-se sola en un ascensor acompanyada d'un home desconegut per por de ser abusada sexualment.
Etimològicament la paraula agrafòbia prové del terme "agra" utilitzat per referir-se a les agressions, en aquest cas sexuals.

## Causes
Hi ha diferents causes per les quals una persona pot arribar a desenvolupar agrafòbia.
Una de les principals causes que porta al desenvolupament de la fòbia, és haver estat víctima d'un abús sexual, per aquesta raó, qui ho ha patit, té més possibilitats de tenir agrafòbia. Això indica que el fet d'haver-ho viscut en primera persona juga un gran paper en el desenvolupament d'aquesta malaltia.
Això no vol dir que totes les víctimes d'un abús sexual pateixin agrafòbia, ni que tots els que pateixen agrafòbia hagin estat víctimes d'abús sexual.
A part d'aquesta, també hi ha altres causes que porten a patir aquesta fòbia, com per exemple, la visualització d'imatges, ja siguin reals o vistes per internet o a la televisió, on es poden veure algun tipus d'abús sexual o violació.
També té a veure el fet de patir agrafòbia amb els estils educatius sobreprotectors, sobretot quan es donen especial importància als perills que et pots trobar a la vida.

## Símptomes
Hi ha diversos símptomes que desenvolupen les persones que pateixen agrafòbia.
Aquestes, acostumen a tenir dificultats per abandonar la seva llar i quan ho fan, augmenta la por irracional de ser víctima d'un abús sexual, ja que també estan abandonant la seguretat de la llar. Fins i tot poden tenir por i sentir-se insegurs a la seva pròpia casa, per això poden arribar a passar dies i nits sense descansar per por que entri algú que les pugui agredir sexualment.
Les relacions que té una persona amb agrafòbia, poden ser difícils de mantenir, ja que aquestes persones poden tenir por de qualsevol intimitat sexual.
Com en qualsevol altra fòbia, és exagerada la por al perill, aquesta por pot produir atacs de pànic que desenvolupen diferents símptomes com: batecs ràpids, alteració de la respiració, suors i tremolor. A part, una persona que pateix agrafòbia, en situacions en les quals pugui pensar que pot ser abusada sexualment, respondrà amb molts nervis, que la portaran a desenvolupar símptomes semblants als d'un atac de pànic.

## Diagnòstic
Hi ha diferents criteris per diagnosticar agrafòbia:

### Desproporció
Aquest criteri és bastant important, ja que un abús sexual i una violació de per si, ja fa crear una situació on principalment es pateix por de forma irracional i es pot arribar a tenir ansietat. Però això li pot passar a qualsevol persona, pateixi o no agrafòbia.
A diferència d'això, es diagnostica agrafòbia a una persona la qual arriba a experimentar ansietat i por en pensar que poden patir una agressió sexual en situacions que realment no són perilloses.
Això vol dir que la persona pot experimentar pànic en pensar que poden tenir un abús sexual en una situació normal, com estar a casa sol, veure un home passejant pel carrer, trobar-te amb un home a l'ascensor...

### Irracionalitat
Aquest criteri, ens ajuda a entendre i interpretar una de les pors que caracteritza aquesta fòbia.
Les persones que pateixen agrafòbia no poden controlar els símptomes d'ansietat que pateixen tot i que poden ser conscients de què les situacions que tanta por li fan, no tenen per què ser un perill per ells. No poden controlar en aquell moment el seu estat d'ànim.

### Incontrol
Té relació amb el punt anterior, una persona que pateix agrafòbia pot ser conscient que la seva fòbia és il·lògica, però, tot i això, no pot controlar-la.
Quan la persona se sent amenaçada, inevitablement li apareix l'ansietat.

### Evitar tot allò relacionat amb la fòbia.
Com que la por que arriba a crear la fòbia és tan irracional, l'individu que pateix agrafòbia intenta evitar tot allò que està relacionat amb ella per esquivar l'ansietat que li ocasionarà.
En aquest cas, a diferència d'altres fòbies, és difícil evitar ser víctima d'un abús sexual o una violació, ja que mai saps si et pot arribar a passar, ni quan. Per aquesta raó, una persona que pateix aquesta fòbia intentarà evitar totes aquelles situacions en les quals pugui rebre un estímul i interpretar-lo com una amenaça.

### Presencia de la fòbia a la persona
Per poder parlar de què una persona pateix agrafòbia, la seva por ha de ser persistent, això vol dir que la persona l'ha de tenir present durant anys. Si aquesta por només l'ha tingut present durant un període determinat, no podem parlar d'agrafòbia.

### Desadaptació
En alguns casos, el pànic a patir un abús sexual fa que t'adaptis a la situació en cas de violació i responguis de manera adequada sense oposar resistència.

## Tractaments
Hi ha diferents tractaments i teràpies per tractar amb l'agrafòbia, tots ells s'han de fer acompanyats d'un terapeuta. Aquest acostuma a ser recomanable que sigui del mateix sexe que la persona que pateix la fòbia, d'aquesta manera el pacient no podrà tenir inseguretat quan sigui amb ell/a pel fet de què no pensarà que el pot agredir sexualment.
Les diferents teràpies que s'acostumen a realitzar per tractar amb l'agrafòbia, tenen la mateixa finalitat i consisteixen en què la persona contacti amb els estímuls pels quals té por sense escapar d'ells. Això permet que la persona pugui anar veient com tot allò pel qual té por, en realitat és inofensiu i així pot anar superant la seva por i reduint l'ansietat.
També acostuma a ser útil practicar i utilitzar tècniques de relaxació que ajuden a reduir els nivells d'ansietat.

## Prevalença
Aquesta fòbia s'acostuma a veure desenvolupada en nens i nenes o adults joves. Tot i que la majoria de persones que tenen agrafòbia són dones joves que han estat víctimes d'un abús sexual o violació. Això no impedeix que puguin haver-hi altres tipus de persones a la societat que també la pateixin.